# Борок (Починковский район)
Борок — деревня в Починковском районе Смоленской области России. Входит в состав Шмаковского сельского поселения. Население — 9 жителей (2007 год).
Расположена в центральной части области в 30 км к юго-востоку от Починка, в 31 км восточнее автодороги А141 Орёл — Витебск, на берегу реки Дуня. В 27 км западнее деревни расположена железнодорожная станция Энгельгардтовская на линии Смоленск — Рославль.

## История
В годы Великой Отечественной войны деревня была оккупирована гитлеровскими войсками в июле 1941 года, освобождена в сентябре 1943 года.